# Ulrich Salchow
Karl Emil Julius Ulrich Salchow (ur. 7 sierpnia 1877 w Kopenhadze, zm. 19 kwietnia 1949 w Sztokholmie) – szwedzki łyżwiarz figurowy, który zdominował konkurencję jazdy solowej mężczyzn na początku XX wieku.
Salchow zwyciężał dziesięciokrotnie w łyżwiarskich mistrzostwach świata w latach 1901–1905 i 1907–1911. Jest to współcześnie trudny do pobicia rekord, który dzieli ze słynną norweską łyżwiarką figurową Sonją Henie. Ponadto Salchow stawał trzykrotnie na drugim miejscu podium mistrzostw świata. Jest on również dziewięciokrotnym mistrzem Europy (1898–1900, 1904, 1906–1907, 1909–1910, 1913). Gdy łyżwiarstwo figurowe pojawiło się po raz pierwszy podczas Letnich Igrzysk Olimpijskich w Londynie w 1908 z łatwością zdobył tytuł mistrzowski. Ponownie, bez sukcesów, brał udział w igrzyskach w Antwerpii w 1920.
W 1909 r. Ulrich Salchow wykonał podczas zawodów skok wykonywany w jeździe tyłem z wewnętrznej krawędzi łyżwy, po którym wylądował na zewnętrznej krawędzi drugiej łyżwy – skok ten nosi nazwę salchow.
Był mężem dentystki, Anne-Elisabeth Salchow.
Po zakończeniu kariery zawodniczej Salchow nadal działał w sporcie – w latach 1925–1937 był przewodniczącym Międzynarodowej Unii Łyżwiarskiej (ISU). Ponadto w latach 1928–1939 był prezesem szwedzkiego klubu sportowego AIK Fotboll.
Zmarł w wieku 71 lat. Został pochowany na cmentarzu Norra begravningsplatsen.

## Osiągnięcia
| Zawody               | 1895           | 1896           | 1897           | 1898           | 1899           | 1900           | 1901           | 1902           | 1903           | 1904           | 1905           | 1906           | 1907           | 1908           | 1909           | 1910           | 1911           | 1913           | 1920           |                |                |                |                |                |                |                |
| Międzynarodowe       | Międzynarodowe | Międzynarodowe | Międzynarodowe | Międzynarodowe | Międzynarodowe | Międzynarodowe | Międzynarodowe | Międzynarodowe | Międzynarodowe | Międzynarodowe | Międzynarodowe | Międzynarodowe | Międzynarodowe | Międzynarodowe | Międzynarodowe | Międzynarodowe | Międzynarodowe | Międzynarodowe | Międzynarodowe | Międzynarodowe | Międzynarodowe | Międzynarodowe | Międzynarodowe | Międzynarodowe | Międzynarodowe | Międzynarodowe |
| -------------------- | -------------- | -------------- | -------------- | -------------- | -------------- | -------------- | -------------- | -------------- | -------------- | -------------- | -------------- | -------------- | -------------- | -------------- | -------------- | -------------- | -------------- | -------------- | -------------- | -------------- | -------------- | -------------- | -------------- | -------------- | -------------- | -------------- |
| Igrzyska olimpijskie |                |                |                |                |                |                |                |                |                |                |                |                |                | 1              |                |                |                |                | 4              |                |                |                |                |                |                |                |
| Mistrzostwa świata   |                |                | 2              |                | 2              | 2              | 1              | 1              | 1              | 1              | 1              |                | 1              | 1              | 1              | 1              | 1              |                |                |                |                |                |                |                |                |                |
| Mistrzostwa Europy   |                |                |                | 1              | 1              | 1              | 3              |                |                | 1              |                | 1              | 1              |                | 1              | 1              |                | 1              |                |                |                |                |                |                |                |                |
| Krajowe              |                |                |                |                |                |                |                |                |                |                |                |                |                |                |                |                |                |                |                |                |                |                |                |                |                |                |
| Mistrzostwa Szwecji  | 1              | 1              | 1              |                |                |                |                |                |                |                |                |                |                |                |                |                |                |                |                |                |                |                |                |                |                |                |

## Nagrody i odznaczenia
- Światowa Galeria Sławy Łyżwiarstwa Figurowego – 1976[2]